# Pression artérielle pulmonaire d'occlusion
La pression artérielle pulmonaire d'occlusion (PAPO), aussi appelé pression capillaire (Pcap), est une mesure faite au cours d'un cathétérisme cardiaque droit. Il s'agit d'un indice de pression de remplissage du ventricule gauche, témoignant du fonctionnement de ce dernier.

## Principes
La mesure des pressions de remplissage du ventricule gauche est un indice de son fonctionnement. Il requiert l'introduction d'un cathéter dans la cavité ventriculaire gauche afin d'avoir la pression télédiastolique (en fin de diastole). Cette dernière est élevée en cas d'insuffisance cardiaque.
En pratique, la PAPO est très proche de cette pression télédiastolique ventriculaire gauche et est plus facilement mesurable.

## Mesure
Elle est faite au cours d'un cathétérisme droit à l'aide d'un cathéter de Swan-Ganz, à ballonnet. Ce dernier est monté jusqu'à une branche distale de l'artère pulmonaire, sous anesthésie locale et sous contrôle scopique. Ballonnet dégonflé, la pression artérielle pulmonaire est mesurée. Une fois le ballonnet gonflé, celui-ci occlut la distalité de l'artère pulmonaire, l'isolant du reste de la circulation pulmonaire et permet la mesure de la PAPO.
Le résultat peut être une pression moyenne (sur plusieurs battements cardiaques et sur l'ensemble du cycle systole-diastole) ou être mesurée uniquement à la fin de la diastole.

## En médecine
La PAPO est élevée (supérieure à 15 mmHg) en cas d'insuffisance cardiaque.
En cas d'hypertension artérielle pulmonaire, la pression artérielle pulmonaire est élevée. Si la PAPO est élevée (valeur proche de la pression diastolique de l'artère pulmonaire), les résistances pulmonaires sont basses et il s'agit d'une hypertension artérielle pulmonaire post-capillaire, secondaire à une défaillance cardiaque gauche. Dans le cas contraire (PAPO basse, impliquant des résistances pulmonaires élevées), on parle d'hypertension artérielle pulmonaire pré-capillaire, de cause vasculaire.
En cas de rétrécissement mitral, la différence entre la PAPO et la pression télédiastolique du ventricule gauche permet de quantifier le degré de rétrécissement.

## Limitation
Il existe une variabilité de la mesure qui fait que la corrélation avec la pression télédiastolique du ventricule gauche n'est pas parfaite, notamment en cas de fibrillation atriale ou de dilatation atriale.
En cas d'insuffisance mitrale, la courbe de PAPO montre une onde V, majorant artificiellement sa mesure moyennée.
Elle peut varier de façon plus ou moins importante avec la respiration, imposant dans ce cas une mesure en fin d'expiration.
Elle varie avec le niveau de remplissage vasculaire. Ainsi la PAPO peut être normale en cas d'insuffisance cardiaque si le patient a reçu des diurétiques. Une épreuve de remplissage vasculaire peut permettre alors de lever le doute.